# تحويل رادون

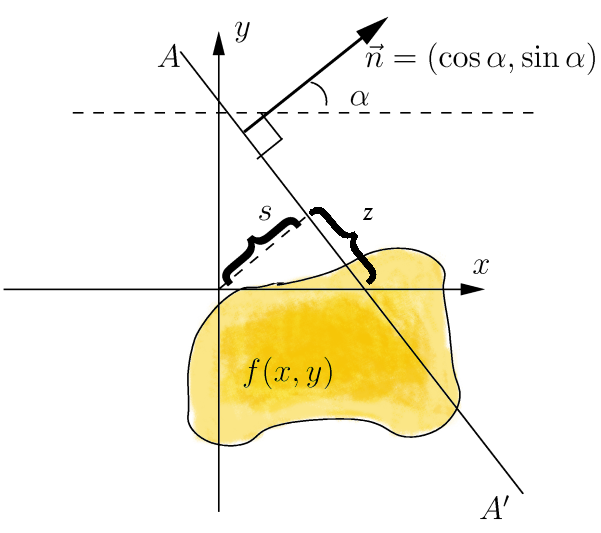
تحويل رادون

تحويل رادون وهو تحويل تكاملي سمي على اسم عالم الرياضيات النمساوي يوهان رادون. يتم هذا التحويل عبر تكامل دالة رياضية ثنائية الأبعاد على خط مستقيم. قدّم هذا التحويل من قبل يوهان رادون عام 1917، وقدم أيضا تحويلا معاكسا له. رادون شمل أيضا صيغة ثلاثية الأبعاد حيث يتم التحويل على مسطح. وتم تعميم هذا التحويل لاحقا على فضاء إقليدي بعدد أبعاد أكثر.
ويطبق هذا التحويل في مجال التصوير المقطعي، حيث تمثل الدالة ƒ الكثافة المجهولة، ويمثل تحويل رادون البيانات المبعثرة التي يتم الحصول عليها من المسح الشعاعي الطبقي. ومن ثم يتم عكس تحويل رادون لإعادة إنشاء الكثافة الأصلية من البيانات المبعثرة، وبالتالي فهو يشكل دعامة الرياضية لإعادة إنشاء الصور الطبقية.

## التعريف
إذا كانت ƒ دالة تواصلية في فضاء إقليدي R2. فإن تحويل رادون (يرمز له بـ Rƒ) هو دالة معرفة على خط L في R2:
{\displaystyle Rf(L)=\int _{L}f(x)\,d\sigma (x)}
حيث يتم التكامل مع مراعاة قياس طول القوس dσ على L. ويمكن إعادة صياغة الخط L بـ:
{\displaystyle (x(t),y(t))=t(\sin \alpha ,-\cos \alpha )+s(\cos \alpha ,\sin \alpha )\,}
حيث s هي مسافة L من نقطة الأصل و {\displaystyle \alpha } هي الزاوية التي تصنعها مع محور x. ويمكن اعتبار الكميات (α,s) الإحداثيات لجميع خطوط في الفضاء R2، وبذلك يمكن التعبير عن تحويل رادون بـ:
{\displaystyle {\begin{aligned}Rf(\alpha ,s)&=\int _{-\infty }^{\infty }f(x(t),y(t))\,dt\\&=\int _{-\infty }^{\infty }f(t(\sin \alpha ,-\cos \alpha )+s(\cos \alpha ,\sin \alpha ))\,dt\end{aligned}}}